# 1237
Năm 1237 là một năm trong lịch Julius.